# Darapsa chlorinda
Darapsa chlorinda är en fjärilsart som beskrevs av Butler 1876. Darapsa chlorinda ingår i släktet Darapsa och familjen svärmare. Inga underarter finns listade i Catalogue of Life.